# 西岡星汰
西岡 星汰（にしおか しょうた、2004年3月10日 - ）は、日本の俳優であり、滋賀県出身。

## 来歴
幼少期からテレビをよく見ており、番組の裏側に興味を示していた。
2021年3月31日、本名「西岡将汰」から芸名「西岡星汰」に改名。

### ミスターコンへの出場
2019年7月、兄と姉が勝手に書類を応募したことをきっかけに高一ミスターコンにエントリー。西岡はもともとイベントの存在を知らず、面接にも興味を示していなかったという。しかし、SNS審査の結果、投票数1位を獲得しファイナリストに選ばれ、同年7月27日にはグランプリを獲得した。
同年10月6日に男子高生ミスターコン2019の全国ファイナリストとして選ばれ、12月22日にはグランプリを獲得した。

## 出演

### 舞台
- GRAVITY（2022年1月11日 - 16日、中目黒キンケロ・シアター） - 謎の男 ゼロ 役

### テレビドラマ
- スポットライト 第7話（2020年8月18日、TOKYO MX1）
- サヨウナラのその前に (2022年3月1日-31日、日本テレビ、ZIP!内で放送) - 主演　佐藤 開役
- それでも結婚したいと、ヤツらが言った。（2023年1月5日 - 2月23日、テレビ東京） - 御子柴隼人 役[7]
- 何かおかしい2 第2話（2023年4月12日、テレビ東京） - サトシ 役

### 映画
- うかうかと終焉（2023年10月13日） - 主演・西島伸太郎 役[8][9]

### ウェブドラマ
- 妄想switch（2020年9月29日 - 10月2日、auスマートパスプレミアム） - パティ男 役
- 私の卒業（2021年2月19日 - 、Youtube）
  - 「こじらせ女子からの卒業」 - 山野 役
  - 「僕らはいつだって遠回りしている」

### ウェブ番組
- 虹とオオカミには騙されない（2021年8月1日 - 10月24日、AbemaTV）